# Gmina Komańcza
Die Gmina Komańcza ist eine Landgemeinde im Powiat Sanocki der Woiwodschaft Karpatenvorland in Polen. Ihr Sitz ist das gleichnamige Dorf mit etwa 880 Einwohnern.
Nach der Statistik der Volkszählung von 2002 sind 10,5 % der Gemeindebevölkerung Ukrainer, die größte Prozentzahl in Polen.

## Geographie
Die Gemeinde liegt im Süden des Landes an der Grenze zwischen den Niederen Beskiden und den Bieszczady. Im Südwesten grenzt die Landgemeinde an die Slowakei.

## Gliederung
Die Landgemeinde (gmina wiejska) Komańcza hat eine Fläche von 455,18 km², auf der etwa 4900 Menschen leben. Zur Gemeinde gehören die folgenden 14 Schulzenämter: Dołżyca, Czystogarb, Komańcza, Łupków, Mików, Moszczaniec, Radoszyce, Rzepedź, Rada Osiedlowa, Smolnik, Szczawne, Turzańsk, Wisłok Wielki, Wola Michowa und Wysoczany.